# Nagrada Dražen Petrović
Nagrada Dražen Petrović godišnja je nagrada Hrvatskoga olimpijskog odbora za mlade športaše i ekipe za postignute izvanredne športske rezultate i športski razvoj.
Ustanovljena je 9. rujna 2006. godine, a prvi je put dodijeljena u rujnu 2007. godine na svečanosti Velikog dana hrvatskog športa.
Nagrada nosi ime po velikanu hrvatske košarke, Draženu Petroviću. Nagrada je pisana povelja sa stiliziranim likom Dražena Petrovića, novčan iznos i prikladni poklon. Odluku o izboru dobitnika Nagrade donosi Odbor koji čine predstavnici Vijeća HOO-a, Hrvatskog zbora športskih novinara i Hrvatskog kluba olimpijaca.

### Dobitnici
| godina | športašica | športaš | djevojčad | momčad | športski par, štafeta ili posada | športašica - najveća nada | športaš - najveća nada |
| ------ | --- | --- | --- | --- | --- | --- | --- |
| 2007.  | Danijela Grgić svjetska atletska juniorska prvakinja 2006. godine | Filip Grgić svjetski taekwondo juniorski prvak 2007.godine | Juniorska odbojkaška reprezentacija srebrne na Europskome prvenstvu 2006. Ana Grbac, Danijela Anđelić, Ivana Kalebić, Paola Došen, Jelena Alajbeg, Danica Uljević, Ines Medved, Simona Ušić, Tara Vekić, Marina Ljubičić, Magda Petković i Matea Ikić          | Juniorska rukometna reprezentacija srebrni na Svjetskom prvenstvu 2007. Ivan Pešić, Ante Granić, Mario Gagulić, Stipe Borovac, Domagoj Duvnjak, Manuel Štrlek, Marko Tarabochia, Igor Karačić, Marko Matić, Ivan Sever, Josip Crnić, Goran Bogunović, Hrvoje Tojčić, Josip Ilić, Dinko Vuleta i Luka Raković                              | nije dodijeljeno | nije dodijeljeno | nije dodijeljeno |
| 2008.  | Martina Zubčić brončana olimpijka 2008. u taekwondou | Marin Premeru srebrni bacač diska i brončani bacač kugle na Svjetskom juniorskom atletskom prvenstvu 2007. | Juniorska karate reprezentacija europske prvakinje 2007. Ema Aničić, Azra Saleš, Maša Martionvić i Ivana Goricaj | Juniorska košarkaška reprezentacija brončani na Europskom U-18 prvenstvu 2007. Ivan Batur, Mario Delaš, Goran Fodor, Toni Prostran, Leon Radošević, Ivan Ramljak, Robert Rikić, Sven Smajlagić, Tomislav Zubčić, Josip Bilinovac, Darko Planinić i Nikola Došen                                                                           | nije dodijeljeno | nije dodijeljeno | nije dodijeljeno |
| 2009.  | Sandra Perković zlatna europska juniorska medalja u bacanju diska i novi seniorski rekord Hrvatske (62,44) 2008. | Dino Mansour zlatna medalja na Europskom juniorskom prvenstvu u boksu 2008. | Juniorska kuglačka reprezentacija svjetske prvakinje 2008. Nika Cvitković, Jasmina Dubić, Maja Nanić, Saša Pavlović, Matea Skupnjak i Tihana Čavlović | Juniorska rukometna reprezentacija svjetski prvaci 2008. Josip Pivac, Alen Grd, Ante Vukas, Damir Vučko, Lovro Šprem, Krešimir Ledinski, Luka Sokolić, Ivan Belfinger, Luka Stepančić, Nikola Špelić, Dario Černeka, Krešimir Kozina, Vedran Huđ, Robert Markotić, Marino Marić i Ivan Slišković                                          | nije dodijeljeno | nije dodijeljeno | nije dodijeljeno |
| 2010.  | Barbara Matić dvije brončane medalje na Olimpijskim igrama mladih (OIM) u Singapuru i europska kadetska prvakinja u judu. | Filip Hrgović zlatna medalja na juniorskom boksačkom SP-u u Azerbajdžanu | Kadetska košarkaška reprezentacija svjetske vice-prvakinje 2009. Ana-Marija Begić, Lana Pačkovski, Inja Butina, Ivana Tikvić, Ružica Džankić, Antonija Chiabov, Iva Cigić, Andrijana Cvitković, Anja Majstorović, Dana Šarić, Lucija Martinović i Karmen Čičić | Kadetska košarkaška reprezentacija europski prvaci 2009. Mislav Brzoja, Martin Junaković, Karlo Lebo, Ivan Jukić, Dino Šamanić, Dario Šarić, Dominik Mavra, Antonio Črnjević, Tomislav Radoš, Nikola Urli, Daniel Zovko i Filip Bundović                                                                                                  | nije dodijeljeno | nije dodijeljeno | nije dodijeljeno |
| 2011.  | Lea Rakovac osvajačica četiri brončane i jedne srebrne medalje na Europskim kadetskim prvenstvima u stolnom tenisu 2010. i 2011. | Mihael Vukić europski plivački prvak i svjetski doprvak u disciplini 50m leptir | Juniorska stolnoteniska reprezentacija brončana medalja na EP 2010. Mateja Jeger, Petra Petek, Ivana Tubikanec | Kadetska košarkaška reprezentacija europski prvaci 2010. Lovre Bašić, Ivan Jukić, Paolo Marinelli, Domagoj Bošnjak, Mario Hezonja, Bruno Žganec, Dorian Jelenek, Tomislav Gabrić, Leon Tomić, Marko Arapović, Ivan Bender, Karlo Žganec                                                                                                   | nije dodijeljeno | nije dodijeljeno | nije dodijeljeno |
| 2012.  | Mateja Kunović osvajačica brončane medalje na Svjetskom juniorskom teakwondo prvenstvu u kotegoriji do 46 kg | Ivan Horvat osvajač srebrne medalje u skoku s motkom na Svjetskom juniorskom atletskom prvenstvu | Juniorska stolnoteniska reprezentacija brončana medalja na Europskom prvenstvu Lea Rakovac, Mateja Jeger, Ivana Tubikanec i Ida Jazbec | Juniorska košarkaška reprezentacija europski U18 prvaci Marko Proleta, Tomislav Gabrić, Karlo Lebo, Jakov Mustapić, Lovro Demo, Dario Šarić, Mislav Brzoja, Dominik Mavra, Antonio Črnjević, Daniel Zovko, Marin Marić, Karlo Žganec | Ana Silaj i Alen Mikić svjetski i europski juniorski prvaci u akrobatskom rock'n'rollu                                                                   | Brigita Matić europska kadetska prvakinja u judu | Ante Krišto srebrna medalja na Europskom strijeljačkom juniorskom prvenstvu u kategoriji 10 m pištolj |
| 2013.  | Ana Konjuh osvajačica Orange Bowla 2012., Australian Opena za juniorke u pojedinačnoj konkurenciji i u igri parova 2013., te US Opena za juniorke 2013., top 1 na juniorskoj ljestvici tenisačica 2013.                                               | Matija Gregurić osvajač zlatne medalje u bacanju kladiva na Svjetskom prvenstvu za mlađe juniore 2013. | Mlađa juniorska kuglačka reprezentacija osvajačice 1. mjesto u ekipnoj konkurenciji na Svjetskom U-18 prvenstvu Klara Sedlar, Mirna Bosak, Milana Pavlic, Ana Jambrović, Valentina Pavlaković, Helena Bolić                                                    | Juniorska vaterpolska reprezentacija osvajači srebrne medalje na Svjetskom prvenstvu za juniore Ivan Marcelić, Luka Bukić, Marko Macan, Antun Goreta, Loren Fatović, Marino Čagalj, Andrija Bašić, Antonio Buha, Ante Visković, Ivan Živković, Ante Vukičević, Luka Lozina, Andro Gagulić                                                 | Kajakaška štafeta osvajači srebrne medalje u C-1 spustu i klasičnoj utrci na Svjetskom juniorskom prvenstvu Luka Obadić, Jadran Zonjić, Ivan Tolić       | Ana Konjuh osvajačica Orange Bowla 2012., Australian Opena za juniorke u pojedinačnoj konkurenciji i u igri parova 2013., te US Opena za juniorke 2013., top 1 na juniorskoj ljestvici tenisačica 2013. | Dominik Perković srebrna medalja u klasi Laser 4.7 pojedinačno na Europskom prvenstvu U-16 |
| 2014.  | Ivana Babić osvajačica zlatnog odličja na Olimpijskim igrama mladih u Nandžingu i svjetska juniorska prvakinja u kategoriji do 55 kg | Martin Marković svjetski juniorski prvak u bacanju diska | Juniorska judo reprezentacija treća na svjetskom juniorskom prvenstvu Beata Guszak, Tena Šikić, Ana Kokeza, Maja Blagojević, Barbara Matić, Brigita Matić i Ivana Šutalo                                                                                       | Juniorska košarkaška reprezentacija U18 brončana na europskom juniorskom prvenstvu Roko Badžim, Ivan Majcunić, Ivan Vučić, Borna Kapusta, Josip Jukić, Goran Filipović, Luka Božić, Lovro Mazalin, Nik Slavica, Marko Arapović, Dragan Bender i Ante Toni Žižić                                                                           | Veslački četverac bez kormilara osvajači bronce na svjetskom i europskom juniorskom prvenstvu Bernard Samardžić, Filip Pedić, Josip Banović i Toni Čavka | Ida Štimac pobjednica u slalomu na Topolino kupu | Nikola Obrovac osvajač zlatne medalje na 50 metara prsno na Olimpijskim igrama mladih u Nandžingu |
| 2015.  | Valentina Gustin osvajačica srebrne medalje na Svjetskom kupu u zračnoj puški i brončane medalje na Europskom juniorskom prvenstvu | Borna Ćorić polufinalist 3 ATP turnira | Kadetska judo reprezentacija osvajačice srebrnih medalja na Europskom kadetskom prvenstvu i Svjetskom kadetskom prvenstvu Karla Prodan, Tihea Topolovec, Lara Kliba, Dora Bortas, Matea Brletić, Lucija Babić, Iva Oberan i Lea Gobec                          | Juniorska košarkaška reprezentacija osvajači srebrne medalje na Svjetskom prvenstvu U19 Ante Toni Žižić, Roko Badžim, Ivan Majcunić, Marko Arapović, Borna Kapusta, Nik Slavica, Ivica Zubac, Ivan Karačić, Goran Filipović, Luka Božić, Ivan Vraneš                                                                                      | Hrvoje Brezovac i Juraj Melša osvajači 4. mjesta na Europskim igrama u skokovima u vodu                                                                  | Lana Zbašnik prvo mjesto u veleslalomu na Trofeju Topolino | Duje Ajduković prvo mjesto na Europskom teniskom prvenstvu U14, te je 3. na Rang listi Tenis Europa U14 |
| 2016.  | Brigita Matić 1. mjesto/78kg, Svjetsko judo juniorsko prvenstvo, 2. mjesto/78kg Europsko judo juniorsko prvenstvo | Istok Rodeš 1. mjesto/slalom, Svjetsko juniorsko prvenstvo u alpskom skijanju, 3. mjesto/alpska kombinacija Svjetsko juniorsko prvenstvo u alpskom skijanju | Kadetska judo reprezentacija 3. mjesto, Europsko kadetsko prvenstvo Matea Brletić, Lara Cvjetko, Iva Oberan, Lara Kliba, Lucija Babić, Anđela Violić, Helena Vuković, Lorena Štengl i Matea Behin                                                              | Rukomenta reprezentacija U-18 2. mjesto, Europsko kadetsko prvenstvo Ivan Panjan, Mateo Radočaj, Leon Strbad, Tomislav Špruk, Filip Turčić, Dario Raguž, Adrian Miličević, Nikola Grahovac, Halil Jaganjac, Josip Šarac, Daniel Vusić, Tin Lučin, Ivan Koncul, Vito Bahtijarević, Ivan Martinović, Filip Curiš, Ivan Ereš, Anthony Jurman | Ivan Čorić i Mateo Načinović | Jelena Pehar 1. mjesto 54 kg, Svjetsko kadetsko karate prvenstvo | Luka Štrbenac 1. mjesto/samostrel Field-neolimpijska disciplina, Europsko juniorsko prvenstvo |
| 2017.  | Helena Vuković svjetska kadetska prvakinja u judu | Miran Maričić svjetski juniorski prvak u disciplini zračna puška 10m | Kuglačka reprezentacija U-18 svjetske kuglačke prvakinje Tea Dragičević, Matea Juričić, Tamara Sinković, Vanesa Bogdanović i Ivana Neralić | Vaterpolska reprezentacija U-18 svjetski vaterpolski prvaci Luka Podrug, Ivan Krolo, Karlo Kreković, Marko Valečić, Zvonimir Butić, Jacob Merčep, Duje Pejković, Franko Lazić, Lovro Paparić, Matias Biljaka, Petar Bratim, Branimir Herceg i Luka Bajić                                                                                  | juniorski veslački četverac svjetske i europske juniorske prvakinje Ivana Jurković, Josipa Jurković, Bruna Milinović i Izabela Krakić                    | Lea Vukoja europska kadetska karate prvakinja | Paško Božić brončani s Europskog kadetskog taekwondo prvenstva |
| 2018.  | Nika Klepac europska juniorska taekwondo prvakinja do 59 kg i svjetska doprvakinja do 63 kg | Marino Bloudek prvoplasirani na godišnjoj rang-ljestvici europske atletike 2017./18. u disciplini 800 m u dvorani, te drugo mjesto na ljestvici Svjetske atletske federacije (IAAF)                                                                                 | nije dodijeljeno | Kadetska košarkaška reprezentacija europski prvaci U-16 Matej Bošnjak, Ivan Perasović, Roko Prkačin, Filip Paponja, Boris Tišma, Lukša Buljević, Hrvoje Majcunić, Ante Perkušić, Dominik Rašić, Tomislav Ivišić, Duje Brala i Mario Krešić                                                                                                | Patrik Lončarić i Anton Lončarić europski juniorski prvaci, te svjetski juniorski prvaci u dvojcu bez kormilara                                          | Ana Viktorija Puliz europska judo doprvakinja u kategoriji do 44 kg i prvoplasirana na svjetskoj kadetskoj rang-ljestvici                                                                               | Mili Poljičak europski doprvak U-14 i prvoplasirani igrač ljestvice Tenis Europa U-14 |
| 2019.  | Ana Viktorija Puljiz Judo; EP juniori - 2. mjesto/kategorija -44 kg; YOG - 3. mjesto/kategorija -44 kg; EP kadeti - 3. mjesto/kategorija -48 kg; EYOF - 1. mjesto/kategorija -48 kg; 1. mjesto na ERL (europska rang-ljestvica) kadeta u 2018. godini | Franko Grgić EYOF - 1. mjesto/400m slobodno; EYOF - 1. mjesto/1500m slobodno; SP juniori - 1. mjesto/800 m slobodno; SP juniori - 1. mjesto/1500 m slobodno; Svjetski rekord na 1500m slobodno; Ispunjena norma za OI Tokio 2020; Novi rekord EYOF-a 1500m slobodno | Juniorska reprezentacija rukometa na pijesku Olimpijske igre mladih 2. mjesto Mia Bošnjak, Ana Malec, Petra Lovrenčević, Saša Sladić, Mia Tupek, Rea Banić, Nika Vojnović Anja Vida Lukšić, Vanja Perenčević                                                   | Kadetska rukometna reprezentacija Olimpijski festival olimpijske mladeži - 1. mjesto Matija Car, Ivan Barbić, Mislav Trninić, Mislav Obradović, Rok Malin, David Štrković, Jakov Neralić, Adam Šalić, Matej Mandić, Marin Lisac, Matej Svržnjak, Dominik Kuzmanović, Fabijan Grubišić, Zlatko Raužan, Mario Zakić                         | Ivan Vuković i Karlo Borković SP juniori - 4. mjesto/dvojac bez kormilara                                                                                | Antonia Ružić Tenis - Završni Masters U16 - 1. mjesto/8 najboljih na TE16; 1. mjesto na TE rang-ljestvici do 16 godina 2018. godine                                                                     | Franko Grgić EYOF - 1. mjesto/400m slobodno; EYOF - 1. mjesto/1500m slobodno; SP juniori - 1. mjesto/800 m slobodno; SP juniori - 1. mjesto/1500 m slobodno; Svjetski rekord na 1500m slobodno; Ispunjena norma za OI Tokio 2020; Novi rekord EYOF-a 1500m slobodno |
| 2020.  | Nika Petanjek zlatno odličje na juniorskom EP-u i bronca na EP-u mlađih seniora | Renato Rešetar brončana medalja na EP-u do 21 godine | Juniorska reprezentacija u katama/karate Stela Horvat, Inga Grgić i Sabina Petković | nije dodijeljeno | Karlo Šaban i Luka Gašpar SP u boćanju do 23 godine brončana medalja u paru                                                                              | Zrinka Ljutić Alpecimbra FIS kupu za mlađe uzraste, zlato u slalomi i veleslalomu | Dino Prižmić pobjednik teniskog Europskog Masters turnira |